# ال کارمن، شیلی
ال کارمن، شیلی (به اسپانیایی: El Carmen, Chile) یک سکونتگاه مسکونی در شیلی است که در استان نوبل واقع شده‌است.

## خصوصیات
ال کارمن ۶۶۴٫۳ کیلومترمربع مساحت و ۱۲٬۲۷۷ نفر جمعیت دارد و ۲۲۴ متر بالاتر از سطح دریا واقع شده‌است.